# Českobudějovické rybníky
Českobudějovické rybníky este o arie protejată (arie de protecție specială avifaunistică — SPA) din Republica Cehă întinsă pe o suprafață de 6.362,08 ha, integral pe uscat.

## Localizare
Centrul sitului Českobudějovické rybníky este situat la coordonatele 49°02′57″N 14°17′27″E / 49.049167°N 14.290833°E.

## Înființare
Situl Českobudějovické rybníky a fost declarat arie de protecție specială avifaunistică în noiembrie 2009 pentru a proteja 5 specii de animale.

## Biodiversitate
Situată în ecoregiunea continentală, aria protejată nu include niciun habitat protejat.
La baza desemnării sitului se află mai multe specii protejate de  păsări (5): rață pestriță (Anas strepera), gâscă cenușie (Anser anser), gușă albastră (Luscinia svecica), stârc de noapte (Nycticorax nycticorax), chiră de baltă (Sterna hirundo).